# 예명
예명(藝名)이란 연예인이 연예 활동을 하면서 본명 대신 사용하는 가명이다. 
다만 모든 연예인이 예명을 사용하지는 않는다.
예명을 쓰는 까닭은 일반적으로 아래와 같다.
- 본명이 너무 평범하거나 연예인이라는 직업에 어울리지 않을 때 (예를 들면, 강타 (본명:안칠현(安七泫))의 경우가 해당된다.)
- 마케팅이나 개인정보 보호 등의 차원에서 본명을 공개하지 않기 위해
- 이미 활동하고 있는 유명인과 이름이 같을 때

(예를 들면 은혁(본명:이혁재(한자: 李赫宰))가 해당된다)
- 기타 연예 활동에 긍정적인 효과를 위해

남자인데 여자 이름처럼 보이는 이름을 예명으로 만들어 사용하거나, 여자인데 남자 이름처럼 보이는 이름을 예명으로 만들어 사용하는 사람도 있다. (본명은 김태웅이지만 중복을 피하기 위해 김나연을 예명으로 사용한 성우 김나연, 본명이 브라이언 휴 워너 (Brian Hugh Warner)이지만, 배우 메릴린 먼로하고 컬트 지도자 찰스 맨슨 (Charles Manson)의 이름을 조합해 예명으로 사용한 마릴린 맨슨 등이 그 예이다.)

## 예명을 사용한 연예인
| - 강석우(강만흥) - 김희라(김영목) - 김구라(김현동) - 남궁원(홍경일) - 남인수(강문수) - 남일우(남철우) - 노영국(노길영) - 노주현(노운영) - 독고성(전원윤) - 독고영재(전영재) - 독고준(전성우) - 마동석(이동석) - 문풍지(문택길) - 박현빈(박지웅) - 배삼룡(배창순) - 배일집(배윤식) - 백남봉(박두식) - 서태지(정현철) - 설운도(이영춘) - 송해(송복희) - 신구(신순기) - 신성우(신동륜) - 신성일(강신성일) - 싸이(박재상) - 앙드레 김(김봉남) - 오지명(오진홍) - 유퉁(유순) - 윤다훈(남광우) - 이대로(이상익) - 이원승(이성규) - 이창훈(이봉남) - 이휘재(이영재) - 임동진(임동철) - 임하룡(임한용) - 자니 윤(윤종승) - 전운(전덕) - 정부미(양용남) - 정재환(정광철) - 조춘(조창성) - 최무룡(최한련) - 최불암(최영한) - 태진아(조방헌) - 편승엽(편정범) - 하명중(하명종) - 하일(로버트 할리 · Robert Holley) - 한돌(이흥건) - 한복남(한영순) - 허장강(허장현) - 현당(선형선) - 현미(김명선) - 현숙(정현숙) - 현인(현동주) - 현철(강상수) - 황해(전홍구) | - 금미(백보람) · 소율(박혜경) · 엘린(김민영) · 웨이(허민선) · 초아(허민진) - 금보라(손미자) - 김완선(김이선) - 김청(안청희) - 나문희(나경자) - 나미(김명옥) - 나영희(방숙희) - 리아(김재원) - 마야(김영숙) - 박시연(박미선) - 방미(박미애) - 방실이(방영순) - 배연정(홍애경) - 백설희(김희숙) - 보아(권보아) - 선우용여(정용례) - 소찬휘(김경희) - 송가인(조은심) - 신카나리아(신경녀) - 심수봉(심민경) - 심이영(김진아) - 심혜진(심상군) - 엄앵란(엄인기) - 오은주(오은례) - 옥소리(옥보경) - 임예진(임기희) - 윤다혜(윤미영) - 이영자(이유미) - 이예린(이진숙) - 인순이(김인순) - 장미화(김순애) - 전양자(김경숙) - 정선경(김성희) - 정소민(김윤지) - 정수라(정은숙) - 정시아(박현정) - 정후(이정후) - 조수미(조수경) - 하유미(이현아) - 한서경(고연숙) - 현미(김명선) - 현숙(정현숙) - 황보(황보혜정) · 정려원(려원) · 보나(최현정) · 이은 · 임선홍(이니) |

## 같이 보기
- 필명 - 문필가가 작품 활동상 쓰는 가명.